# Гептафторотанталат(V) калия
Гептафторотанталат калия — неорганическое соединение, комплексная соль металла тантала и гептафторотанталовой кислоты с формулой K2[TaF7]. При нормальных условиях представляет собой белые призматические кристаллы, устойчивые на воздухе. Гидролизуется водой.

## Получение
- Соединение можно получить по следующему уравнению:

{\displaystyle {\mathsf {TaF_{5}+KHF_{2}\ {\xrightarrow {100^{o}C}}\ K_{2}[TaF_{7}]+2HF\uparrow }}}
- Взаимодействие пентафторида тантала с фторидом калия:

{\displaystyle {\mathsf {TaF_{5}+2KF\ {\xrightarrow {220-230^{o}C}}\ K_{2}[TaF_{7}]}}}
- Реакция оксифторотанталатов с плавиковой кислотой:

{\displaystyle {\mathsf {K_{3}[TaOF_{6}]+2HF\ {\xrightarrow {}}\ K_{2}[TaF_{7}]+KF+H_{2}O}}}

## Физические свойства
Гептафторотанталат калия образует белые призматические кристаллы 
ромбической сингонии,
параметры ячейки a = 0,850 нм, b = 1,267 нм, c = 0,585 нм, Z = 4.

## Химические свойства
- Гидролизуется водой:

{\displaystyle {\mathsf {2K_{2}[TaF_{7}]+(n-5)H_{2}O\ \rightleftarrows \ Ta_{2}O_{5}\cdot nH_{2}O+4KF+10HF}}}
- Восстанавливается щелочными металлами при нагревании:

{\displaystyle {\mathsf {K_{2}[TaF_{7}]+5Na\ {\xrightarrow {t}}\ Ta+5NaF+2KF}}}